# أحمد بن عبد الله السويدي
أبو المحامد أحمد بن عبد الله بن حسين السويدي البغدادي (1740 - 1795) (1153 - 1210 هـ) عالم مسلم وكاتب وشاعر عراقي من أهل القرن الثامن عشر م/ الثاني عشر هـ. ولد ببغداد ونشأ بها وأخذ العلم على والده وغيرهم من علماء عصره. تصدر للتدريس والافتاء. له الصاعقة المحرقة في الرد على أهل الزندقة وحاشية على شرح الأزهرية ونزهة الأدباء في المحبة والتصوف وغيره وله نظم بالعربية. توفي في مسقط رأسه ودفن بمقبرة معروف الكرخي.

## سيرته
هو أبو المحامد أحمد بن عبد الله بن حسين بن مرعي السويدي العباسي البغدادي. ولد ببغداد عام 1153 هـ/ 1740م ونشأ بها وأخذ العلم على والده وفصيح الهندي وعبد الله الهيتي ومحمود الكردي وغيرهم من علماء عصره. وكان على جانب عظيم من «الخلق المتين والسيرة الطيبة». تصدر للتدريس والافتاء.
توفي ببغداد عام 1210 هـ / 1795 م ودفن بمقبرة الشيخ معروف الكرخي.

## شعره
له نظم رقيق، مقبول الديباجة، حسن الانسجام.

## مؤلفاته
له من الكتب:
- الصاعقة المحرقة في الرد على أهل الزندقة
- شرخ قصيدة بانت سعاد
- حاشية على شرح الأزهرية
- رسالة في علم التصوف
- المحاورة والمحاضرة
- نزهة الأدباء في المحبة والتصوف
- اقحام المناوي في فضائل آل الشاوي.[4]